# Antonio Lolli
Antonio Lolli (né v. 1725 à Bergame et mort à Palerme le 10 août 1802) est l'un des violonistes et compositeurs italiens des plus renommés du XVIIIe siècle.

## Biographie
Entre les années 1758 et 1774, Antonio Lolli est soliste dans l'orchestre de la cour de Stuttgart. La Tsarine Catherine II de Russie lui propose un poste à Saint-Pétersbourg mais, c'est Jarnovick qui prend le poste en 1783. Ces positions lui permettent d'entreprendre des tournées de concert à Vienne, Varsovie et Paris ; en Allemagne, aux Pays-Bas, Scandinavie et Italie. Fin 1773, Lolli joue à Hambourg et, en 1794, il devient premier violon à Naples.
Antonio Lolli enseigne le violon à Joseph Bologne de Saint-George.

## Œuvres
Antonio Lolli publie huit concertos pour violon parmi lesquels le concerto no 7 en G majeur connait le plus grand succès. Il compose aussi six sonates (duets) op. 9 pour deux violons (1785), trois collections de six sonates chacune pour le violon et la basse (1760, 1769, 1767), et 36 Capriccios pour le violon solo, aussi bien que le Quatuor didactique de L'école du violon en (1784).
1. 1764 : 6 Sonate a violino solo col basso, opera prima[3].
2. 1764 : Deux Concerto a quatre[4].
3. 1768 : Sei Sonate a violino solo col basso... opera terza. Gravé par Melle Vendôme et le Sr Moria[5].
4. 1768 : Sei sonate a violino solo col basso dedicate a Milord conte di Massereene. Opera terza[6].
5. 1777 : Concerto de violon... opera V[7].

### Ouvrage didactique
- 1784?-1794 : Quatuor de L'école du violon[8].

## Source de traduction
- (en) Cet article est partiellement ou en totalité issu de l’article de Wikipédia en anglais intitulé « Antonio Lolli » (voir la liste des auteurs).